# 1923年の相撲
1923年の相撲（1923ねんのすもう）は、1923年の相撲関係のできごとについて述べる。
1922年-1923年-1924年

## できごと
- 1月9日、東京相撲力士会が協会に処遇改善を要求し、一時は協会と断絶状態になる（三河島事件）。警視総監赤池濃の仲介により18日に手打ちとなるが、横綱大錦卯一郎が長期化の責任をとって廃業する[1]。翌5月場所より、待遇改善の財源のため11日制に延びる[2]。

- 専修大学相撲部創部。

- 5月9日、大阪相撲の力士有志がやはり協会に処遇改善を要求し、協会と対立する（大阪相撲紛擾事件）。協会は幕下以下の力士のみで場所を強行。一旦は両者の間で手打ちとなるが今度は力士間でいざこざが起こり、連鎖的に20名以上の幕内力士が引退、大阪相撲全体にとって大打撃となった[3]。
- 9月1日、関東大震災発生。東京相撲の年寄・力士等の殆どが家財を失い、国技館は一部破損した[3]。

## 本場所など
- 1月場所（大阪相撲）[4]
  - 興行場所:新世界国技館
  - 1月12日より10日間興行
- 1月場所（東京相撲）[5]
  - 興行場所:両国国技館
  - 1月13日より10日間興行
  - 97対79で西方勝利。旗手は太刀光電右エ門。個人優勝は栃木山守也。
- 5月場所（東京相撲）[6]
  - 興行場所:両国国技館
  - 5月11日より11日間興行
  - 96対77で東方勝利。旗手は大蛇山酉之助。個人優勝は常ノ花寛市。
- 5月場所（大阪相撲）[7]
  - 興行場所:新世界国技館
  - 5月11日より10日間興行
    - 本日程は幕下のみで行い、番付編成のために6月23日より帰参幕内力士の相撲を10日間興行で行った。

## 誕生
- 1月2日 - 玉乃海太三郎（最高位：関脇、所属：二所ノ関部屋、+ 1987年【昭和62年】）[8]
- 1月8日 - 朝若佐太郎（最高位：前頭21枚目、所属：高砂部屋、+ 1969年【昭和44年】）[9]
- 1月25日 - 緑嶋英三（最高位：前頭4枚目、所属：立浪部屋、+ 没年不明）[10]
- 2月1日 - 北の洋昇（最高位：関脇、所属：立浪部屋、+ 2002年【平成14年】）[11]
- 2月11日 - 双子岩傳一（最高位：前頭5枚目、所属：粂川部屋→双葉山道場→時津風部屋）[12]
- 3月10日 - 栃木野竹三郎（最高位：十両7枚目、所属：出羽海部屋）
- 4月14日 - 出羽湊秀一（最高位：前頭筆頭、所属：出羽海部屋、+ 1979年【昭和54年】）[13]
- 4月30日 - 鏡里喜代治（第42代横綱、所属：粂川部屋→双葉山道場→時津風部屋、+ 2004年【平成16年】）[14]
- 6月5日 - 豊ノ花光義（最高位：十両5枚目、所属：荒汐部屋→双葉山道場→時津風部屋、+ 1986年【昭和61年】）
- 6月24日 - 清惠波清隆（最高位：前頭2枚目、所属：立浪部屋、+ 2006年【平成18年】）[15]
- 7月6日 - 柏農山勝栄（最高位：前頭21枚目、所属：高砂部屋、+ 1958年【昭和33年】）[16]
- 9月1日 - 朝見山峻一郎（最高位：十両13枚目、所属：高砂部屋、+ 2001年【平成13年】）
- 10月1日 - 前ヶ汐英太郎（最高位：十両11枚目、所属：高砂部屋）
- 10月6日 - 大起男右エ門（最高位：小結、所属：出羽海部屋、+ 1970年【昭和45年】）[17]
- 11月22日 - 大江戸勇二（最高位：前頭16枚目、所属：春日野部屋、+ 1996年【平成8年】）[18]
- 12月2日 - 鬼竜川光雄（最高位：前頭6枚目、所属：粂川部屋→双葉山道場→時津風部屋、+ 2003年【平成15年】）[19]
- 12月3日 - 福ノ里牛之助（最高位：前頭13枚目、所属：宮城野部屋→高島部屋→吉葉山道場、+ 1995年【平成7年】）[13]
- 12月28日 - 松緑貢兵衛（最高位：十両5枚目、所属：二所ノ関部屋、+ 2008年【平成20年】）

## 死去
- 1月9日 - 甲吾郎（最高位：前頭4枚目、所属：立川部屋、* 1870年【旧暦1869年（明治2年）】）[20]
- 2月15日 - 一ノ矢藤太郎（最高位：大関、所属：高砂部屋、* 1856年【安政3年】）
- 7月15日 - 藤見嶽虎之助（最高位：前頭3枚目、所属：藤嶋部屋→尾車部屋→藤嶋部屋、年寄：藤嶋、* 1878年【明治11年】）[21]
- 9月1日 - 梅垣直治郎（最高位：西二段目8枚目、所属：雷部屋、年寄：音羽山、* 1856年【安政3年】）
- 9月1日 - 當り矢信太郎（最高位：前頭4枚目、所属：春日山部屋、年寄：春日山、* 1865年【慶応元年】）